# Auménancourt
Auménancourt ist eine französische Gemeinde mit 1.118 Einwohnern (Stand: 1. Januar 2022) im Département Marne in der Region Grand Est. Sie gehört zum Arrondissement Reims und ist Mitglied im Gemeindeverband Communauté urbaine du Grand Reims.

## Geografie

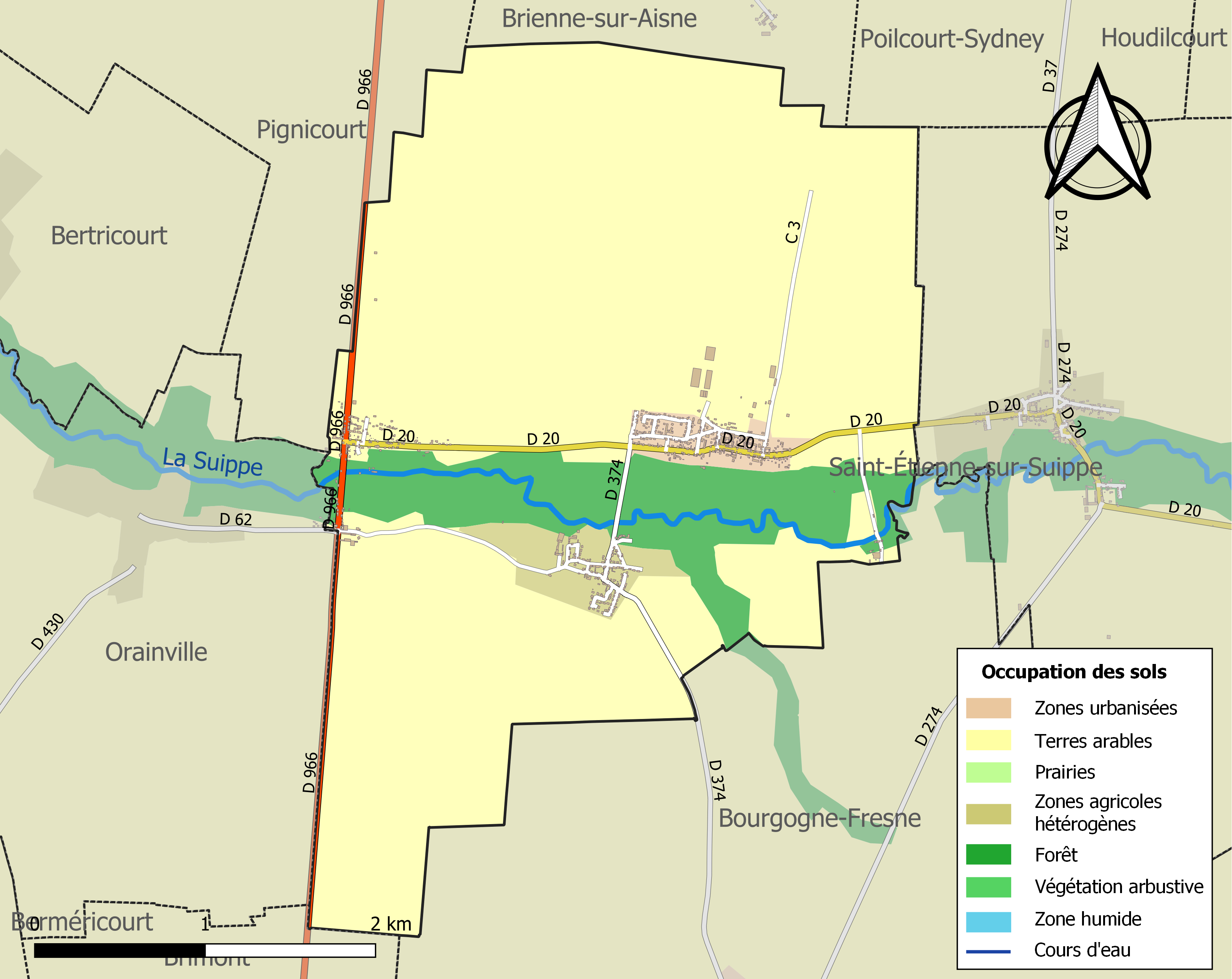
Bodennutzung, Hydrografie und Infrastruktur der Gemeinde (2018)

Auménancourt liegt etwa 14 Kilometer nordnordöstlich von Reims am nördlichen Rand des Départements Marne an der Grenze zu den benachbarten Départements Aisne und Ardennes. Die Gemeinde befindet sich im Einzugsgebiet der Seine und wird von der der Suippe entwässert, die zentral von Ost nach West das Gemeindegebiet in einem breiten Tal durchströmt. Das Zentrum in Auménancourt-le-Grand liegt auf einer Höhe von etwa 65 m, das Tal der Suippe nicht wesentlich tiefer. Das Gelände steigt in der Breite nach Norden hin auf 95 m an.
Teile des Gebiets von Auménancourt gehören zur ZNIEFF-Naturzone „Bois des grands usages à Auménancourt et Pignicourt“ (210000657). 2018 waren etwa 86 % der Fläche der Gemeinde landwirtschaftlich genutzt, 12 % bewaldet, insbesondere entlang der Suippe.
Umgeben wird Auménancourt von den Nachbargemeinden Brienne-sur-Aisne (Département Ardennes) im Norden, Poilcourt-Sydney (Département Ardennes) im Nordosten, Saint-Étienne-sur-Suippe im Osten, Bourgogne-Fresne im Süden, Brimont im Südwesten, Orainville (Département Aisne) im Westen und Südwesten sowie Pignicourt (Département Aisne) im Westen und Nordwesten.

## Geschichte
1967 entstand die heutige Gemeinde durch den Zusammenschluss der Orte bzw. Gemeinden Auménancourt-le-Grand, Auménancourt-le-Petit und Pontgivart.

## Bevölkerungsentwicklung
| Jahr                       | 1962 | 1968 | 1975 | 1982 | 1990 | 1999 | 2006 | 2013 | 2020 |
| Einwohner                  | 254  | 409  | 522  | 658  | 659  | 696  | 861  | 981  | 1093 |
| Quellen: Cassini und INSEE |      |      |      |      |      |      |      |      |      |

## Sehenswürdigkeiten
- Kirche Saint-Firmin in Auménancourt-le-Grand mit Ursprüngen aus dem 12. Jahrhundert, Überarbeitungen nach Beschädigungen während des Ersten Weltkriegs
- Kirche Saint-Nicaise in Auménancourt-le-Petit
- Kirche Sainte-Félicité in Pontgivart
- Mittelalterliche Brücke

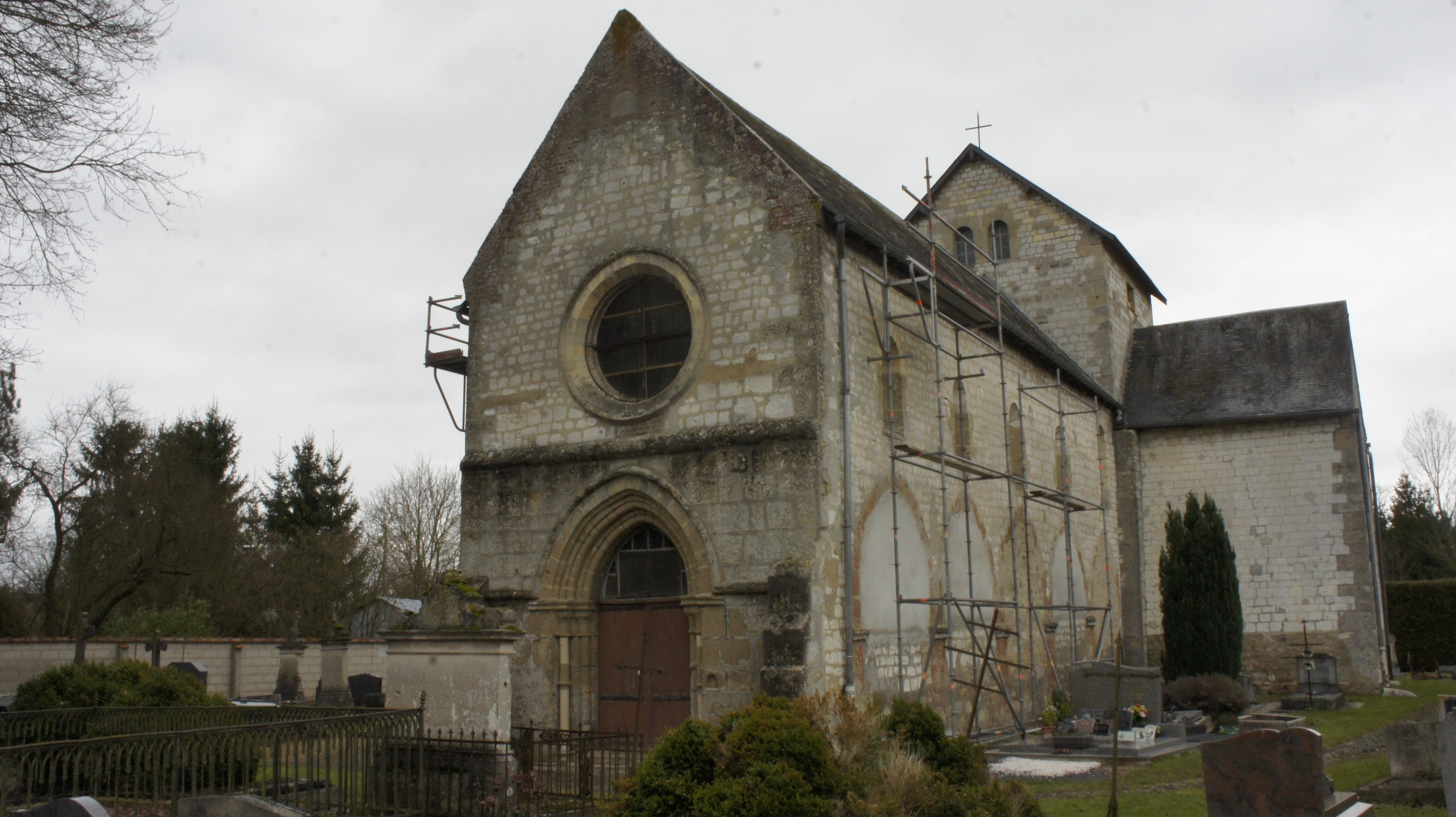
Kirche Saint-Firmin
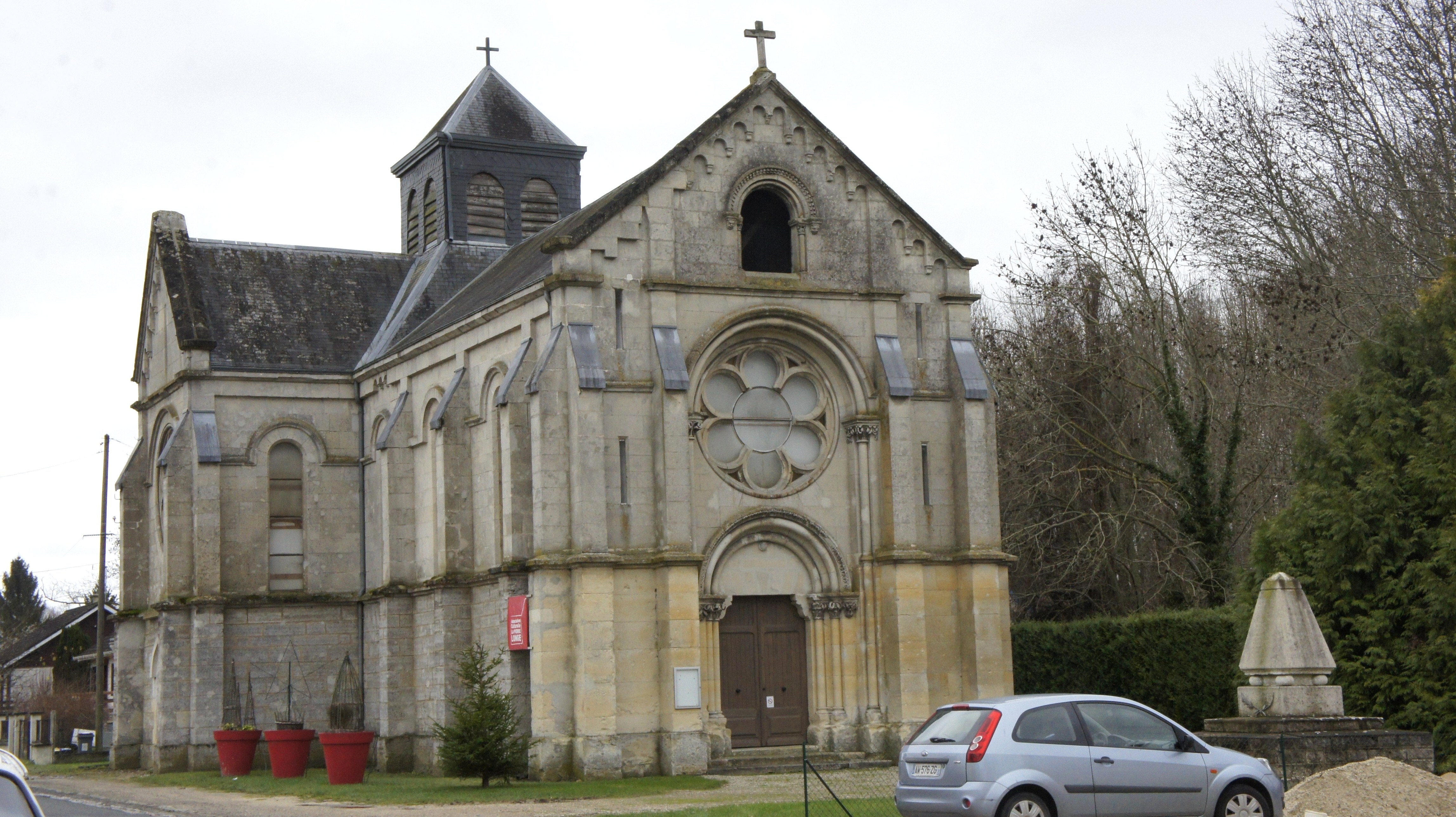
Kirche Sainte-Félicité

## Verkehr
Die Departementsstraße D 966, die ehemalige Route nationale 366, von Vervins nach Reims verläuft entlang der westlichen Gemeindegrenze am Ortsteil Pontgivart vorbei von Nord nach Süd. Die Departementsstraße D 20 verbindet das Zentrum der Gemeinde mit dem Ortsteil Pontgivart im Westen und der Nachbargemeinde Saint-Étienne-sur-Suippe im Osten. Die D 374 verbindet Auménancourt-le-Petit mit Auménancourt-le-Grand im Norden und der Nachbargemeinde Bourgogne-Fresne im Süden, eine lokale Landstraße mit Orainville im Westen.
Eine Buslinie der Transportgesellschaft Champagne Mobilités verbindet die Gemeinde mit Saint-Étienne-sur-Suippe und mit Reims.